# Edward Bulwer-Lytton, 1. Baron Lytton

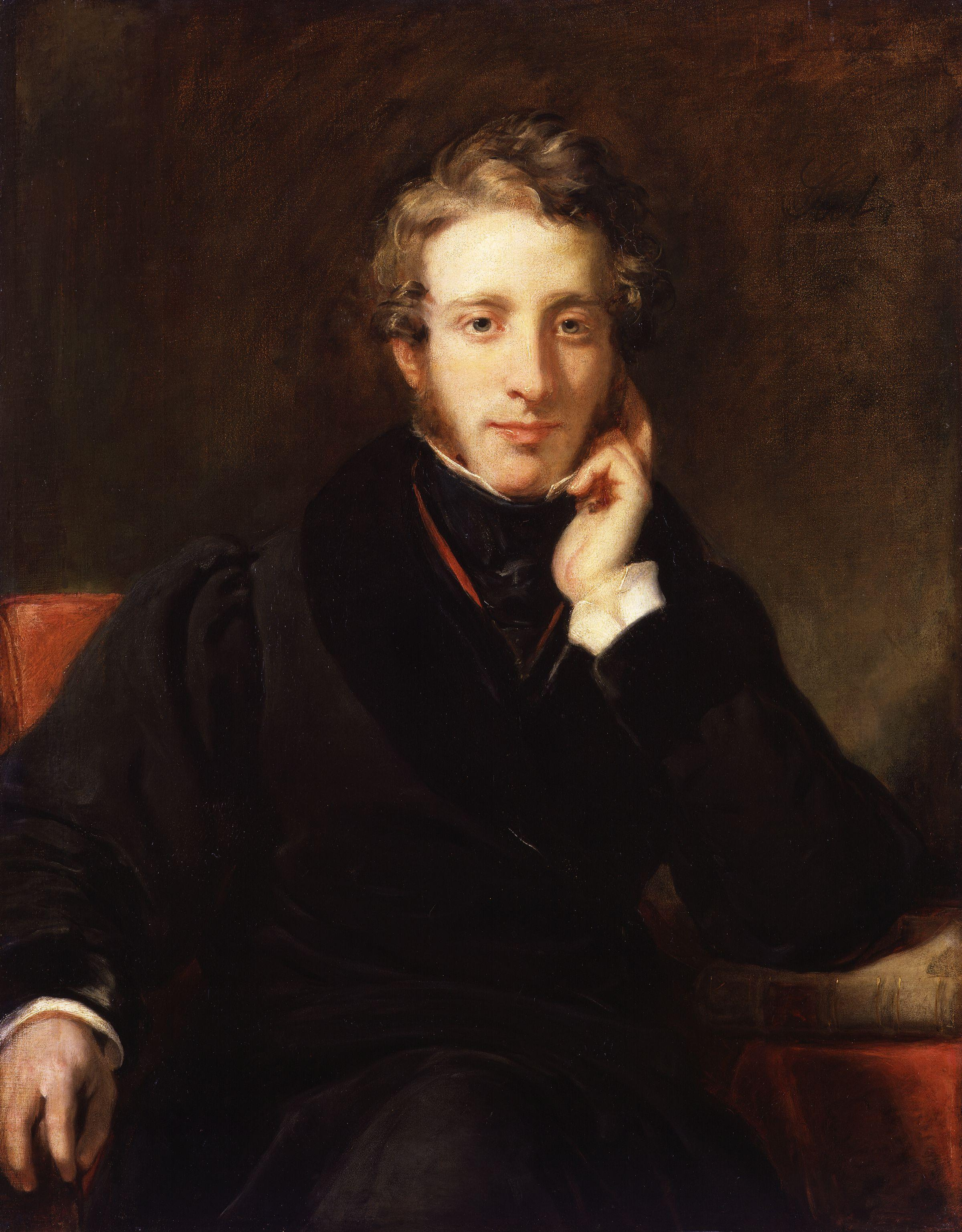
Edward Bulwer-Lytton, 1. Baron Lytton (um 1831)

Edward George Earle Lytton Bulwer-Lytton, 1. Baron Lytton PC (geborener Bulwer, * 25. Mai 1803 in London; † 18. Januar 1873 in Torquay) war ein britischer Romanautor und Politiker des 19. Jahrhunderts.

## Leben

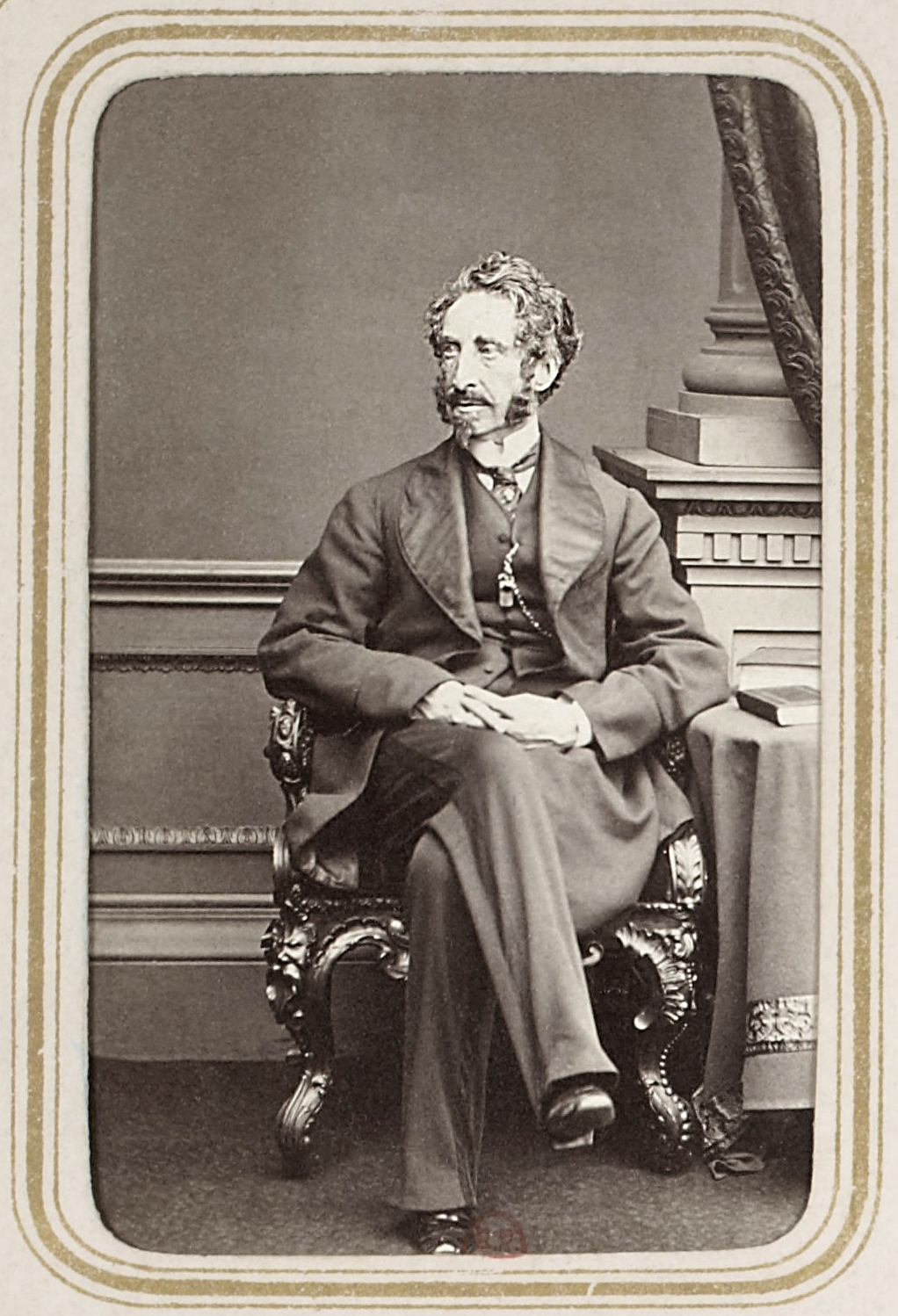
Edward Bulwer-Lytton

Bekannt ist Bulwer-Lytton hauptsächlich für seinen Roman Die letzten Tage von Pompeji, der mehrfach verfilmt wurde. In seinem Spätwerk The Coming Race beschreibt er eine unterirdisch lebende Gesellschaft, die eine geheime Kraft beherrscht. Dieser Mythos lebte in der (fiktiven) Vril-Gesellschaft fort und wurde nationalistisch bis rassistisch entfremdet. Der Roman gilt als eine der ersten Science-Fiction-Geschichten. Okkulte Inhalte hat auch der Roman Zanoni, die Geschichte eines Rosenkreuzers.
Bulwer-Lytton wurde gegen seinen Willen zum Grand Patron der britischen Societas Rosicruciana in Anglia ernannt. Der Briefwechsel mit Hargrave Jennings belegt, dass er darüber äußerst ungehalten war. Sein Zusammentreffen mit Eliphas Lévi wurde nachträglich verklärt und entspricht nicht seiner kritischen Haltung.
Bulwer-Lytton war lange Jahre Mitglied des britischen Unterhauses, zunächst für die Whigs, von 1831 bis 1832 als Abgeordneter für das Borough St. Ives in Cornwall und von 1832 bis 1841 für das Borough Lincoln in Lincolnshire, sowie von 1852 bis 1866 Abgeordneter der Conservative Party für die Grafschaft Hertfordshire. Im zweiten Kabinett Derby-Disraeli war er von Juni 1858 bis Juni 1859 Kolonialminister (Secretary of State for the Colonies).
Am 18. Juli 1838 wurde ihm die erbliche Würde eines Baronet, of Knebworth in the County of Hertford, verliehen. Als er im Dezember 1843 Knebworth House von seiner Mutter erbte, ergänzte er mit königlicher Lizenz vom 20. Februar 1844 seinen Familiennamen „Bulwer“ entsprechend dem letzten Willen seiner Mutter zu „Bulwer-Lytton“. Am 14. Juli 1866 wurde er als Baron Lytton, of Knebworth in the County of Hertford, zum erblichen Peer ernannt und wurde Mitglied des britischen Oberhauses.
1827 heiratete er die Romanschriftstellerin Rosina Doyle Bulwer-Lytton (geborene Wheeler, † 1882). Sie trennte sich 1836 von ihm. Er begann 1859 eine 12-jährige Affäre mit der verheirateten Henrietta Vansittart. Die Beziehung scheint sowohl den Familien als auch im Unterhaus bekannt gewesen zu sein. Lytton hinterließ Vansittart 1873 1200 Pfund und weitere 300 Pfund für ihren Ehemann.
Sein Sohn und Erbe Robert Bulwer-Lytton, 2. Baron Lytton (1831–1891) war von 1876 bis 1880 Generalgouverneur und Vizekönig von Indien, wofür er 1880 zum Earl of Lytton ernannt wurde. Seine Tochter Emily Elizabeth Bulwer-Lytton (17. Juni 1828–29. April 1848) war kränklich und starb mit 20 Jahren an Typhus.

## Nachleben
Der „Bulwer-Lytton Fiction Contest“ der San José State University wurde nach Bulwer-Lytton benannt. In diesem Wettbewerb geht es darum, den schlechtesten Anfangssatz eines (fiktiven) Romans zu schreiben. Bulwer-Lytton wurde Namenspatron wegen seines berühmten Anfangssatzes zu dem Roman Paul Clifford: „It was a dark and stormy night …“. Der Satz wird auch vom Peanuts-Hund Snoopy als Anfang seiner literarischen Texte verwendet.
In Radioessays, mit der Übersetzung zweier Werke ins Deutsche und durch die Verarbeitung in eigenen Prosawerken unterstrich Arno Schmidt in den letzten Jahren seines Schaffens die Bedeutung von Bulwer-Lytton.
Richard Wagner schrieb seine Oper Rienzi nach dem gleichnamigen Roman Edward Bulwer-Lyttons.
Die Pflanzengattung Bulweria F.Muell. aus der Familie der Trompetenbaumgewächse (Bignoniaceae) ist nach Bulwer-Lytton benannt.

## Bibliografie

### Romane
- Falkland (1827)
  - Deutsch: Falkland. Übersetzt von Georg Nikolaus Bärmann. Schumann, Zwickau 1835

- Pelham: or The Adventures of a Gentleman (1828)
  - Deutsch:
    - Pelham oder Abentheuer eines Weltmannes. Übersetzt von Georg Nikolaus Bärmann. Schumann, Zwickau 1833
    - Pelham oder Abenteuer eines Gentleman. Übersetzt von Gustav Pfizer. Metzler, Stuttgart 1833
    - Pelham oder Abenteuer eines Gentleman. Übersetzt von Franz Kottenkamp. Scheible, Rieger & Sattler, Stuttgart 1845
    - Pelham oder Begegnisse eines Weltmannes. Übersetzt von  C. Richard. Reclams Universal-Bibliothek Bd. 1041/45, Leipzig 1880

- Devereux (1829)
  - Deutsch:
    - Devereux. Übersetzt von Georg Nikolaus Bärmann. Schumann, Zwickau 1834
    - Devereux. Übersetzt von Theodor Roth. Scheible, Rieger & Sattler, Stuttgart 1845
    - Devereux. Übersetzt von Carl-Ernst Matthias. Der kommende Tag, Stuttgart 1924

- The Disowned (1829)
  - Deutsch:
    - Der Verstoßene. Übersetzt von C. Richard. Meyer, Aachen und Leipzig 1829
    - Der Verstoßene. Übersetzt von Friedrich Notter, Metzler, Stuttgart (Digitalisat)
    - Der Verstoßene. Übersetzt von Ernst Susemihl. Scheible, Rieger & Sattler, Stuttgart 1845

- Paul Clifford (1830)
  - Deutsch:
    - Paul Clifford. Übersetzt von Georg Nikolaus Bärmann. Schumann, Zwickau 1834
    - Paul Clifford. Übersetzt von Gustav Pfitzer. Metzler, Zwickau 1834.(Digitalisat)
    - Paul Clifford. Übersetzt von Ernst Susemihl. Scheible, Rieger & Sattler, Stuttgart 1845

- Eugene Aram. A Tale (1832)
  - Deutsch:
    - Eugen Aram. Ein Roman. Übersetzt von Friedrich Notter. Metzler, Stuttgart 1833, 2. Auflage (Digitalisat)
    - Eugene Aram. Übersetzt von Georg Nikolaus Bärmann. Schumann, Zwickau 1833
    - Eugen Aram. Übersetzt von Theodor Roth. Scheible, Rieger & Sattler, Stuttgart 1845
    - Eugene Aram. Nach alten Übersetzungen frei bearbeitet und gekürzt sowie mit einem Nachwort versehen von Hans Joachim Kruse. Verlag Das Neue Berlin, Berlin 1985, DNB 861103742
    - Eugen Aram. Kriminalroman. Der Text der vorliegenden Ausgabe des Eugen Aram folgt in sorgfältiger Überarbeitung den Übersetzungen von Friedrich Notter aus dem Jahr 1832 und von Theodor Roth aus dem Jahr 1840. Benu Verlag (Benu-Krimi #18), Hildesheim 2016, ISBN 978-3-934826-71-7

- Asmodeus at Large (1833)
  - Deutsch: Asmodeus aller Orten. Übersetzt von Georg Nikolaus Bärmann. Metzler, 1840 (Digitalisat)

- Godolphin (1833)
  - Deutsch:
    - Godolphin oder der Schwur. Übersetzt von Louis Lax. Mayer, Aachen und Leipzig 1834 (Digitalisat von Band 2 und Band 3 bei Google Books)
    - Godolphin. Übersetzt von Ernst Susemihl. Scheible, Rieger & Sattler, Stuttgart 1845

- The Last Days of Pompeii (1834)
  - Deutsch:
    - Die letzten Tage Pompejis. Übersetzt von Friedrich Notter. Metzler, Stuttgart 1834 (Digitalisat); Neuausgabe als: Die letzten Tage von Pompeji. Insel, Frankfurt am Main 2003, ISBN 3-458-32501-8
    - Pompeji's letzte Tage. Übersetzt von Georg Nikolaus Bärmann. Schumann, Zwickau 1835
    - E. L. Bulwer’s die letzten Tage von Pompeji. Neu bearbeitet und mit einer historisch-topographischen Einleitung vermehrt von Friedrich Förster. Ferdinand Riegel, Potsdam 1837
    - Die letzten Tage von Pompeji. Übersetzt von Wilhelm Schöttlen. Scheible, Rieger & Sattler, Stuttgart 1845
    - Die letzten Tage von Pompeji. Übersetzt und gekürzt von Karl Wilding. Weichert, Berlin 1906, DNB 572560869
    - Die letzten Tage von Pompeji. Übersetzt von Richard Zoozmann. Neu bearbeitet von K. Walther. Franckh, Stuttgart 1913 (DNB 579278255)
    - Die letzten Tage vom Pompeji. Übersetzt von Otto von Czarnowski. Reclams Universal-Bibliothek #741, Leipzig 1917 (DNB 579000222)
    - Die letzten Tage von Pompeji. Bearbeitet von J. R. Woworsky. Pallas-Verlag Knaeps, Baden-Baden 1947 (DNB 450695964)
    - Die letzten Tage von Pompeji. Übersetzt von Richard Maurice Baring. Droemer/Knaur, München und Zürich 1958 (DNB 450696073)
    - Die letzten Tage von Pompeji. Übersetzt von Günter Jürgensmeier auf Grundlage mehrerer älterer Übersetzungen. Mit Nachwort und Zeittafel von Jürgen Kamm. Artemis & Winkler, Düsseldorf & Zürich 2000, ISBN 3-538-06849-6; auch: Deutscher Taschenbuch-Verlag, München 2000, ISBN 3-423-12778-3

- The Pilgrims of the Rhine (1834)
  - Deutsch:
    - Die Pilger am Rhein. Übersetzt von Georg Nikolaus Bärmann. Schumann, Zwickau 1834
    - Die Pilger am Rhein. Übersetzt von Wilhelm Schöttlen. Scheible, Rieger & Sattler, Stuttgart 1845 (Digitalisat bei Google Books)
    - Die Pilger des Rheins. Ein Roman. Aus dem Englischen von Friedrich Notter. Metzler, Stuttgart 1845 (Digitalisat bei Google Books)

- Rienzi, The Last of the Roman Tribunes (1835)
  - Deutsch:
    - Rienzi, der Letzte der Tribunen. Übersetzt von Georg Nikolaus Bärmann. Schumann, Zwickau 1836
    - Rienzi, der Letzte der römischen Tribune. Übersetzt von Theodor Roth. Scheible, Rieger & Sattler, Stuttgart 1845
    - Rienzi, der letzte Tribun. Übersetzt von Otto von Czarnowski. Reclams Universal-Bibliothek #881, Leipzig 1920; wieder in: Paul Frischauer (Hrsg.): Weltgeschichte in Romanen, Bd. 2. Bertelsmann, 1961, S. 561–642
    - Rienzi, der letzte Tribun. Neu bearbeitet von Karl Quenzel. Übersetzt von Gustav Pfizer. Hesse & Becker Verlag, Leipzig 1921 (DNB 572809204)
    - Rienzi. Der letzte Tribun von Rom. Übersetzt von Otto von Czarnowski. RM-Buch-und-Medien-Vertrieb, Rheda-Wiedenbrück 2007

- Ernest Maltravers (1837)
  - Deutsch:
    - Ernest Maltravers. Übersetzt von Gustav Pfizer. Metzler, Stuttgart 1838 (Digitalisat)
    - Ernst Maltravers. Übersetzt von Franz Kottenkamp. Scheible, Rieger & Sattler, Stuttgart 1845

- Alice, or The Mysteries (1838, Fortsetzung von Ernest Maltravers)
  - Deutsch:
    - Alice, oder die Geheimnisse. Fortsetzung von Ernst Maltravers. Übersetzt von Gustav Pfizer. Metzler, Stuttgart 1838 (Digitalisat)
    - Alice, oder Die Geheimnisse. Übersetzt von Franz Kottenkamp. Scheible, Rieger & Sattler, Stuttgart 1845

- Calderon, the Courtier (1838)
  - Deutsch:
    - Calderon, der Höfling. Übersetzt von Gustav Pfizer. Metzler, Stuttgart 1838 (Digitalisat)
    - Calderon, der Höfling und Arasmanes. Übersetzt von Theodor Roth. Scheible, Rieger & Sattler, Stuttgart 1845

- Leila, or, The siege of Granada (1838)
  - Deutsch:
    - Leila, oder die Belagerung Granada’s. Übersetzt von Friedrich Notter. Metzler, Stuttgart 1838 (Digitalisat)
    - Leila oder Die Belagerung von Granada. Übersetzt von Theodor Roth. Scheible, Rieger & Sattler, Stuttgart 1845
    - Leila oder Die Belagerung von Granada. K. Rohm, Lorch 1934 (DNB 572561105)

- Zicci. A Tale (1838)

- Night and Morning (1841)
  - Deutsch:
    - Nacht und Morgen. Übersetzt von Gustav Pfizer. Metzler, Stuttgart 1841 (Digitalisat)
    - Nacht und Morgen. Übersetzt von Otto von Czarnowski. Mayer, Aachen 1841
    - Nacht und Morgen. Übersetzt von Ernst Susemihl. Scheible, Rieger & Sattler, Stuttgart 1845
    - Nacht und Morgen. Übersetzt von A. Tuhten. Reclams Universal-Bibliothek #3306, Leipzig 1920 (DNB 579000397)
    - Nacht und Morgen. Übersetzt von Emi Ehm. 2 Bde. Deutscher Taschenbuch-Verlag (dtv #1032/1033), München 1974, ISBN 3-423-01032-0/ISBN 3-423-01033-9

- Zanoni (1842)
  - Deutsch:
    - Zanoni. Ein Roman. Übersetzt von Gustav Pfizer. Metzler, Stuttgart 1842 (Digitalisat)
    - Zanoni. Übersetzt von Theodor Roth. Scheible, Rieger & Sattler, Stuttgart 1845
    - Zanoni. Die Geschichte eines Rosenkreuzers. Übersetzt von Gustav Pfizer. K. Rohm, Lorch 1907
    - Zanoni : der unvergleichliche Roman. Übersetzt von Mary Roettger. Bauer, Freiburg im Breisgau 1961

- The Last of the Barons (1843)
  - Deutsch:
    - Der letzte der Barone. Übersetzt von Gustav Pfizer. Metzler, Stuttgart 1843 (Digitalisat)
    - Der Letzte der Barone. Übersetzt von Ernst Susemihl. Scheible, Rieger & Sattler, Stuttgart 1846

- Lucretia (1846)
  - Deutsch:
    - Lucretia, oder die Kinder der Nacht. Übersetzt von Theodor Oelckers. Metzler, Stuttgart 1847 (Digitalisat)
    - Lucretia. Übersetzt von A. Kretzschmar. Kollmann, Leipzig 1847

- Harold. The Last of the Saxon Kings (1848)
  - Deutsch:
    - Harold, der letzte Sachsenkönig. Übersetzt von Eduard Mauch. Metzler, Stuttgart 1848 (Digitalisat)
    - Harold, der Letzte der sächsischen Könige. Übersetzt von A. Kretzschmar. Verlags-Comptoir, Grimma und Leipzig 1848
    - Harold, der letzte Sachsenkönig. Übersetzt von F. Meyer. Enck-Verlag, Berlin [1925]

- The Caxtons. A Family Picture (1849, als Pisistratus Caxton)
  - Deutsch:
    - Die Caxtone. Ein Familiengemälde. Übersetzt von Carl Kolb. Metzler und Stuttgart (Digitalisat)
    - Die Caxtons. Ein Familiengemälde. Übersetzt von Wilhelm Eduard Drugulin. Verlags-Comptoir, Grimma und Leipzig 1850; auch als: Bunte Bilder aus dem englischen Leben. Übersetzt von Wilhelm Eduard Drugulin. Verlags-Comptoir, Grimma und Leipzig 1851

- A Strange Story (1850)
  - Deutsch:
    - Eine seltsame Geschichte. Übersetzt von Karl Kolb. Rieger, 1861
    - Eine seltsame Geschichte. Scherls Taschenbücher #64–#70, Berlin 1912
    - Margrave : Die seltsame Geschichte eines schwarzen Magiers. Übersetzt von Karl Kolb. K. Rohm, Lorch 1913 (DNB 572561113)
    - Spuk in der Oxfordstreet. Unheimliche Geschichten. Übersetzt von Frieda Wilsmann. Hrsg. von Aloys Christof Wilsmann. Sebaldus-Verlag (Kleinbuchreihe der Hausschatz-Bücherei #1), Nürnberg 1949 (DNB 450696197)
    - Das Lebenselixier. Metaphysischer Roman. Reichel #50, Weilersbach 2000, ISBN 3-926388-50-1

- My Novel, or Varieties in English Life (1853, als Pisistratus Caxton)
  - Deutsch:
    - Meine Novelle, oder Wechselfälle des englischen Lebens. Übersetzt von Otto von Czarnowski. Hartleben, Pest, Wien und Leipzig 1852–1853
    - Meine Novelle, oder, Wechselformen im englischen Leben. Übersetzt von Karl Kolb. Metzler, Stuttgart 1853 (Digitalisat)
    - Dein Roman. 60 Spielarten englischen Daseins. Übersetzt von Arno Schmidt. Goverts-Krüger-Stahlberg, Frankfurt am Main 1973, ISBN 3-7740-0436-6

- What will he do with it? (1857/1859, als Pisistratus Caxton)
  - Deutsch:
    - Was wird er damit machen? Übersetzt von Gottlob Fink. Metzler, Stuttgart 1863
    - Was wird er damit machen? Nachrichten aus dem Leben eines Lords. Übersetzt von Arno Schmidt. Goverts, Stuttgart 1971, ISBN 3-7740-0404-8

- The Haunted and the Haunters or The House and the Brain (1859)
  - Deutsch:
    - Das Geisterhaus in London, Kinderbuchverlag, Berlin (Ost), 1956. Übersetzt und gekürzt von Ingeborg Gronke.
    - Das Haus des schwarzen Magiers. Benu-Verlag, Hildesheim 2013, ISBN 978-1-4818-8314-6
    - Heimgesuchte und Spukgestalten oder das Haus und das Hirn. Übersetzt und mit einem Nachwort von Heiko Postma. Jmb-Verlag (Kabinett der Phantasten #14), Hannover 2011, ISBN 978-3-940970-74-9

- The Coming Race (1871, auch als: Vril. The Power of the Coming Race)
  - Deutsch:
    - Das Geschlecht der Zukunft. Übersetzt von Jenny Piorkowska. Ernst Julius Günther, Leipzig 1874
    - Vril oder Eine Menschheit der Zukunft. Übersetzt von Guenther Wachsmuth, Stuttgart 1922
    - Das kommende Geschlecht. Übersetzt von Michael Walter. Suhrkamp (Phantastische Bibliothek #42), 1980, ISBN 3-518-37109-6; Neuausgabe: Das kommende Geschlecht. Mit einem Nachwort und Anmerkungen von Günter Jürgensmeier. dtv #12720, 1999, ISBN 3-423-12720-1
    - Vril oder das kommende Geschlecht. Omnium-Verlag (Omnium #81), Berlin 2012, ISBN 978-3-942378-81-9

- Kenelm Chillingly. His Adventures and Opinions (1873)
  - Deutsch: Kenelm Chillingly – seine Abenteuer und Ansichten. Übersetzt von Emil Lehmann. Günther, Leipzig 1873

- The Parisians (1873)
  - Deutsch: Die Pariser. Nachgelassener Roman von Edward Bulwer. Übersetzt von Emil Lehmann. A. Hartleben, Wien 1874

- Pausanias, the Spartan (1873, Fragment)
  - Deutsch: Pausanias, der Spartaner. Nachgelassener historischer Roman. A. Hartleben, Wien 1876

### Gedichte
- Ismael, with other Poems (1820)
- O’Neill, or, The Rebel (1827)
- Milton, a Poem (1831)
- The Siamese twins : An Satirical Tale of the Times ; With Other Poems (1831)
- The New Timon ; a Romance of London (1846, auch als: The New Timon ; a Poetical Romance, 1849)
- King Arthur (1848–1849, B. Tauchnitz, Leipzig u  H Colburn, London zeitgleich;  überarbeitet 1871 Harpers&Broth. New York)
- The Lost Tales of Miletus (1866)
- Pausanias, the Spartan : An Unfinished Historical Romance (1876)
- Narrative Lyrics, or, The Parcae

### Theaterstücke
- The Duchess de la Vallière (1837)
- The Lady of Lyons (1838)
- Richelieu or, The conspiracy : A play in five acts to which are added historical odes on The last days of Elizabeth, Cromwell's dream, the death of Nelson (1839)
- Money : A Comedy (1840)
- Not So Bad as We Seem, or, Many Sides to a Character: A Comedy in Five Acts (1851)
- The Rightful Heir (1868)
- Walpole, or Every Man Has His Price : A Comedy In Rhyme In Three Acts (1869)
- Darnley (Fragment)

### Übersetzungen
- The poems and ballads of Schiller : With a brief sketch of Schiller's life (1844)
- The Odes and Epodes of Horace (1869)

### Sachliteratur
- England and the English (1833)
  - Deutsch: England und die Engländer. Übersetzt von Georg Nikolaus Bärmann, Zwickau 1833.
  - Deutsch: England und die Engländer. Übersetzt von Louis Lax. 3 Bände. Aachen und Leipzig, Jacob Anton Mayer, 1833.
  - Deutsch: England und die Engländer. Übersetzt von Friedrich Notter, Stuttgart 1835–1836 (Digitalisat)
- Caxtoniana : A Series of Essays on Life, Literature, and Manners (1864)

### Sammlungen
- The Student : A Series of Papers (1835)
- Eva, a True Story of Light and Darkness, the Ill-Omened Marriage, Other Tales & Poems (1842)